# 4-Аминоазобензол
4-Аминоазобензол (пара-аминоазобензол) — органическое соединение, жёлтый азокраситель с химической формулой C12H11N3. Впервые получен в 1861 году Чарльзом Меном и стал первым представителем класса азокрасителей, наиболее многочисленного и разнообразного среди всех красителей. Имеет вид жёлтых игл, плохо растворимых в воде, растворим в органических растворителях. Один из трёх возможных изомеров моноаминоазобензола. В связи с тем, что два других изомера сильно отличаются от него по своим свойствам, получаются другими методами и не имеют практического применения, то зачастую под названием аминоазобензол подразумевается именно пара-изомер.
Ранее имел ограниченное применение в красильной промышленности, однако из-за плохой устойчивости к кислотам стал использоваться только как полупродукт для получения других азокрасителей. Второй причиной отказа от практического применения этого соединения в роли красителя стала канцерогенность.
Синонимы: аминоазобензол, анилиновый жёлтый, азоамин коричневый О.

## История
Работы Чарльза Мена проводились примерно в то же самое время, что и ряд открытий Петера Грисса, которые привели к развитию химии азосоединений и азокрасителей, что впоследствии вызвало различные атрибуции открытия первого красителя этого класса. В 1858 году Грисс первым получил азосоединения и начал масштабные исследования реакций диазотирования. Несколько более поздние работы Мена, проводимые параллельно, были изданы в 1861 году, в которых он независимо открыл реакции диазотирования и азосочетания, но, в отличие от Грисса не разделял их на различные стадии. Ранние авторы датируют открытие анилинового жёлтого 1859 годом и приписывают это Гриссу, однако в современной истории химии считается, что открытие сделал именно Мен в работе 1861 года.

## Свойства
Кристаллы в форме игл жёлтого цвета. Молярная масса 198,25 г/моль, плавится при 126—127 °C, кипит при 225 °C (120 мм рт. ст.), >360 °C (н. у.).
Обладает типичными свойствами ароматических аминов, в частности диазотируется под действием нитритов с азосоединениями, а также образует соли с кислотами.

## Безопасность
Проявляет слабые канцерогенные свойства. Рейтинг NFPA 704: опасность для здоровья: 2, огнеопасность: 0, нестабильность: 0.